# Grand-Place de Tournai
Pour les articles homonymes, voir Grand-Place (homonymie).
La Grand-Place est la place principale et le centre d'activité de la ville belge de Tournai, dans la province de Hainaut. La place a une forme triangulaire; elle le doit à la convergence de plusieurs voies antiques.
Situé à l'origine en dehors des premiers remparts de la ville, ce vaste espace a servi de cimetière dans sa partie ouest, du Ier siècle au IVe siècle de notre ère.

## Histoire
À l'époque carolingienne, au moment de la reprise du grand commerce en Occident, le cimetière depuis longtemps abandonné se transforme en place de marché. L'importance économique de ce marché attire les foules. Lorsque la ville reçoit du roi de France Philippe Auguste sa charte lui garantissant les libertés communales, en 1187, les Tournaisiens choisissent le marché pour y dresser un beffroi, symbole de ces libertés chèrement acquises. À partir de ce moment, la Grand-Place devient le centre de la vie communale.
L'épisode le plus tragique de l'histoire du marché se situe les 16 et 17 mai 1940. L'aviation allemande détruit toutes les maisons, ne laissant debout que quelques façades. Dans le souci de garder au cœur de la ville son caractère, les Tournaisiens ont reconstruit leur Grand-Place en s'inspirant des styles anciens. Seules quelques maisons ont opté pour un style contemporain.

## Architecture et monuments
Devant des maisons bien reconstituées comme l’Écu de France ou le Cerf, on voit l'entrée de la rue des Maux. Celle-ci tire son nom des assemblées (malli qui a donné en français maux) où se rendait la justice à l'époque carolingienne.
Un autre bâtiment de la Grand-Place est la grange dans laquelle l'abbaye tournaisienne de Saint-Martin engrangeait les blés qui provenaient des taxes appelées «dîmes» levées sur les terres qui lui appartenaient, et qui étaient destinées à être vendues sur le grand marché de Tournai, d'où son nom de Grange des dimes de Saint-Martin. Une niche abrite au sommet la figure de Saint-Martin déchirant son manteau pour en donner la moitié à un pauvre, figure que l'on désigne habituellement sous le nom de Charité-Saint-Martin. Parmi les inscriptions figurant sur la façade relevons celle, rehaussée d'or, « PAX SIT HUIC DOMUI » que l'on peut traduire par la paix soit sur cette demeure. Une autre inscription et un blason rappellent que cette maison a été construite en 1663 par l'abbé de Saint-Martin Antoine de Roore (devise Omnia vanitas signifiant tout n'est que vanité).

### La Halle aux draps
C'est dans cet espace que les marchands s'installaient pour vendre les draps et les tissus d’où son nom la Halle-aux-draps. Aux XIIe siècle, l’évêque de Tournai Walter de Marvis ordonne de construire une halle sur la Grand-Place.
La commune de Tournai est contrainte d'aménager en halle une maison dite « al Treille » après avoir violé le droit d’asile du chapitre cathédrale. Elle était de bois. En 1606, une tempête la renversa. Quatre ans plus tard, elle est reconstruite en style composite par le maitre-maçon tournaisien grâce aux plans du peintre Jacques Van den Steen. Les arcs brisés du rez-de-chaussée de la façade rappellent le style gothique, le premier étage est de type renaissance et les gâbles sont baroques.
La cour à galeries intérieures construite par Gérard Spelbault, réalisées en 1616, imite les cours italiennes. En 1881, l'édifice s'effondre et est reconstruit à l'identique afin de servir de musée communal.
Les bombes incendiaires de 1940 ne l'épargnent pas et la Halle aux draps doit à nouveau faire l'objet d'une restauration complète. Récemment (1998), sa façade a fait l'objet d'une rénovation. Désormais, elle accueille des expositions temporaires et est louée pour des manifestations de type évènementiel.

### La princesse d'Epinoy
Le centre de la Grand-Place est occupé par une statue de bronze, réalisée en 1863 par Aimable Dutrieux, représentant Christine de Lalaing, princesse d'Epinoy, épouse du gouverneur de Tournai lors du siège de la ville en 1581 par les Espagnols. Une légende fort répandue au XIXe siècle lui attribuait un rôle important dans la défense de la ville, ce qui explique l'honneur qui lui fut rendu.

## Activité
Lieu d'échanges, de foires et d'événements, la Grand-Place donne aux terrasses un air d'un autre temps. Lors des beaux jours, le cœur de la Ville bat dans les terrasses bondées des restaurants. Toutes les envies culinaires pourront être assouvies : petite restauration, gourmandises sucrées ou un repas typique accompagné d'une bière régionale.

### Bibliographie

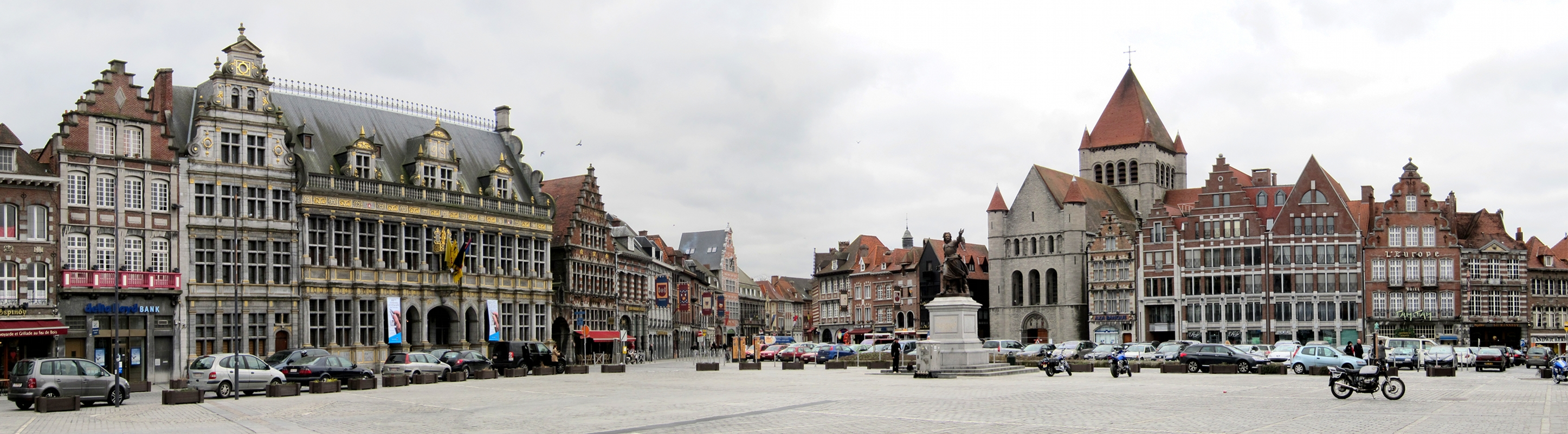
La halle aux draps, la rue des Maux et l'église Saint-Quentin sur la Grand-Place de Tournai